# Distribuidora de software
Una distribuidora de software es una empresa que se dedica a mediar entre las de desarrollo de software y los minoristas. Una empresa de desarrollo de software puede acudir a una distribuidora para que ésta se encargue de difundir el producto. En el otro sentido, una distribuidora puede decidir publicar un producto y para ello encargar la elaboración a una empresa de desarrollo. También puede ocurrir que una empresa cumpla ambas funciones: desarrollar y distribuir el software. Las distribuidoras habitualmente venden licencias de software bajo limitaciones temporales y geográficas, y retribuirle regalías a la desarrolladora.
Las responsabilidades de la distribuidora puede incluir:
- Contactar minoristas que hagan llegar el software a los posibles clientes.
- Publicitar el software mediante anuncios y eventos.
- Traducir el software a los idiomas hablados en el mercado habilitado.
- Diseñar y producir el empaque en el caso de distribución física.